# Antoine Freitas
Pour les articles homonymes, voir Freitas.
Antoine Freitas, né en 1919 en Angola et mort en 1990 à Kinshasa (République démocratique du Congo), est un photographe congolais, l'un des pionniers de la photographie en Afrique.
Formé par un missionnaire en Angola, il s'installe à Léopoldville (aujourd’hui Kinshasa) en 1932, puis parcourt le pays comme photographe ambulant à partir de 1935. Antoine Freitas a été présent lors de grands événement majeurs tel que la révolution zairoise de Mbutu et du combat de boxe de Mohamed Ali à Kinshasa.